# Atentados contra la catedral de Joló de 2019
Los atentados a la catedral de Jolo de 2019 fue un evento ocurrido en la mañana del 27 de enero de 2019, dos bombas explotaron en la catedral católica de Nuestra Señora del Carmen en Jolo, Sulu, Filipinas. 20 personas murieron y 82 resultaron heridas en los atentados.

## Antecedentes
Los bombardeos tuvieron lugar una semana después de un referéndum para la creación de la Región Autónoma de Bangsamoro. Esta región incluirá toda la provincia de Sulu, incluida la ciudad capital de Jolo. Se sabe que Jolo es un bastión del grupo Abu Sayyaf (ASG), un afiliado de la organización terrorista del Estado Islámico. Sulu fue la única provincia que votó en contra del referéndum, con un margen de 163,526 (54.3%) a 137,630 (45.7%). A pesar de los resultados, su provincia aún se incluiría en la región de Bangsamoro debido a la gran mayoría de otras áreas.
El gobierno de Bangsamoro propuesto planea tomar medidas enérgicas contra las armas de fuego y los ejércitos privados locales y retirar sus armas una vez que se establezca la nueva región autónoma. La PNP cree que los ataques fueron llevados a cabo por miembros de ASG en venganza por la muerte de sus familiares durante las operaciones militares de las Fuerzas Armadas de Filipinas (AFP) contra su grupo. Gloria Macapagal Arroyo, portavoz de la Cámara de Representantes de Filipinas, dijo que la pobreza también fue un factor que contribuyó a los bombardeos como parte de la violencia de larga data en la región de Mindanao.

## Las explosiones
Las Fuerzas Armadas del Comando de Mindanao Occidental de Filipinas (AFP WestMinCom) lanzaron imágenes en circuito cerrado de los bombardeos. A las 8:26am, se muestra a la gente haciendo los recados del domingo. A las 8:30 a. m., desde un ángulo diferente, se ve a la gente caminando hacia la catedral. A las 8:28am, el primer artefacto explosivo improvisado explotó dentro de la catedral. A las 8:30am, se ve a la gente huir mientras una segunda explosión arrasa el área de estacionamiento de la Catedral cuando las tropas del 35 Batallón de Infantería respondieron. WestMinCom declaró que el segundo IED se colocó dentro de la caja de herramientas de una motocicleta estacionada afuera de la catedral. Según el Departamento del Interior y Gobierno Local, los perpetradores utilizaron una estrategia similar a los atentados de Bali de 2002 para infligir víctimas adicionales entre los primeros respondedores. Se estimó que los dispositivos explosivos pesaban no menos de dos kilogramos; un teléfono móvil sospechoso de haber sido utilizado como dispositivo de activación se recuperó cerca del sitio. Sobre la base de una investigación posterior a la explosión confirmada por DILG, los dispositivos utilizados fueron bombas de tubería de nitrato de amonio.

### Los perpetradores
El Estado Islámico (IS) se responsabilizó de los atentados, que, según dijeron, fueron cometidos por "dos caballeros del martirio" contra un "templo cruzado". Los defensores de la paz y el ejército filipinos culparon a la facción Ajang-Ajang de ASG, citando pruebas de agentes de inteligencia militar que indican que habían interceptado los planes de ASG para bombardear otras partes del centro de Jolo meses antes.

## Investigaciones y responsabilidades
Las imágenes de la televisora china CCTV de la zona muestran a una cierta Kamah, con una chaqueta azul verdosa y sosteniendo un teléfono móvil. Kamah, el hermano del líder ASG fallecido llamado Surakah Ingog, es visto vagando por la catedral con varios otros sospechosos antes de la explosión. Kamah es un conocido fabricante de bombas para el ASG, según informes de investigación publicados por el jefe de la PNP, Oscar Albayalde. El Ejército de Filipinas había publicado las imágenes de cuatro sospechosos en relación con los ataques capturados por las imágenes de CCTV. Las autoridades, incluido el presidente del país, no descartaron la posibilidad de que la explosión fuera obra de terroristas suicidas. Sin embargo, basándose en las declaraciones a los militares de dos víctimas sobrevivientes, vieron a una mujer escondiendo una bomba dentro de su bolsa y la dejaron en uno de los bancos del interior de la catedral donde ocurrió la explosión después; ambos testigos, sin embargo, no pudieron describir completamente las características físicas de la mujer.
Poco después del incidente, el Palacio de Malacañang emitió una declaración de que no se daría piedad a los perpetradores de los atentados. El portavoz presidencial, Salvador Panelo, enfatizó que "perseguiremos hasta los confines de la tierra a los despiadados autores de este crimen cobarde hasta que cada asesino sea llevado ante la justicia y encarcelado. La ley no les dará piedad". El Palacio también declaró que los bombardeos proporcionaron "más razones" para retener la ley marcial en el sur.  El presidente Rodrigo Duterte expresó su indignación por los incidentes y visitó el lugar de los bombardeos al día siguiente. La Comisión de Elecciones declaró que a pesar de los bombardeos, no vio la necesidad de colocar a Jolo bajo su control y aplazar el próximo referéndum del 6 de febrero . El presidente de la Autoridad de Desarrollo de Mindanao, Abul Khayr Alonto, también calificó el incidente como "un acto de locura" que "no debe permitirse que infunda temor a nuestra población amante de la paz".
WestMinCom confirmó que el presidente Duterte había emitido una orden de "directiva de guerra total" contra los grupos terroristas, y Jolo fue puesto en bloqueo total. La Oficina de Inmigración también se había puesto en alerta máxima para evitar la entrada de nuevos elementos terroristas extranjeros, mientras que la Junta de Registros y Franquicias de Transporte Terrestre ordenó a todos los vehículos de servicios públicos que implementaran una seguridad más estricta; también recomendó al público que notifique cualquier actividad sospechosa en terminales y vehículos a las autoridades. Durante la redada conjunta entre el ejército y la policía en Barangay Latih de Patikul, Sulu para arrestar a Kamah, el sospechoso logró escapar incluso cuando uno de sus compañeros fue asesinado. Entre los artículos incautados durante la redada había una pistola calibre.45, un visor de francotirador, dos teléfonos móviles y una motocicleta. Los militares continúan cazando al sospechoso con helicópteros de ataque desplegados en la provincia. En la mañana del 30 de enero, dos de los sospechosos que fueron identificados anteriormente a través de las imágenes de CCTV se entregaron a la policía para limpiar sus nombres; uno de ellos fue el sospechoso identificado como el hermano del fallecido líder de ASG. Otros dos siguen demandas por temor a que las autoridades los persiguieran a pesar de que WestMinCom no identificó a estos últimos en el video que se había publicado.